# Фронгофен (Гунсрюк)
Фронгофен (нім. Fronhofen) — громада в Німеччині, розташована в землі Рейнланд-Пфальц. Входить до складу району Рейн-Гунсрюк. Складова частина об'єднання громад Зіммерн.
Площа — 3,71 км2. Населення становить 227 ос. (станом на 31 грудня 2020).